# Tualang (Lengkiti)
Tualang is een bestuurslaag in het regentschap Ogan Komering Ulu van de provincie Zuid-Sumatra, Indonesië. Tualang telt 1035 inwoners (volkstelling 2010).